# Helvetia (Schiff, 1887)
Das schweizerische Dampfschiff Helvetia war ein Schaufelraddampfer auf dem Bodensee mit Heimathafen Romanshorn. Bei der Indienststellung am 21. Juni 1887  war es das erste neue Halbsalonschiff der Schweizerischen Nordostbahn. 1932 wurde die Helvetia aus dem Betrieb genommen und im Bodensee versenkt.

## Geschichte

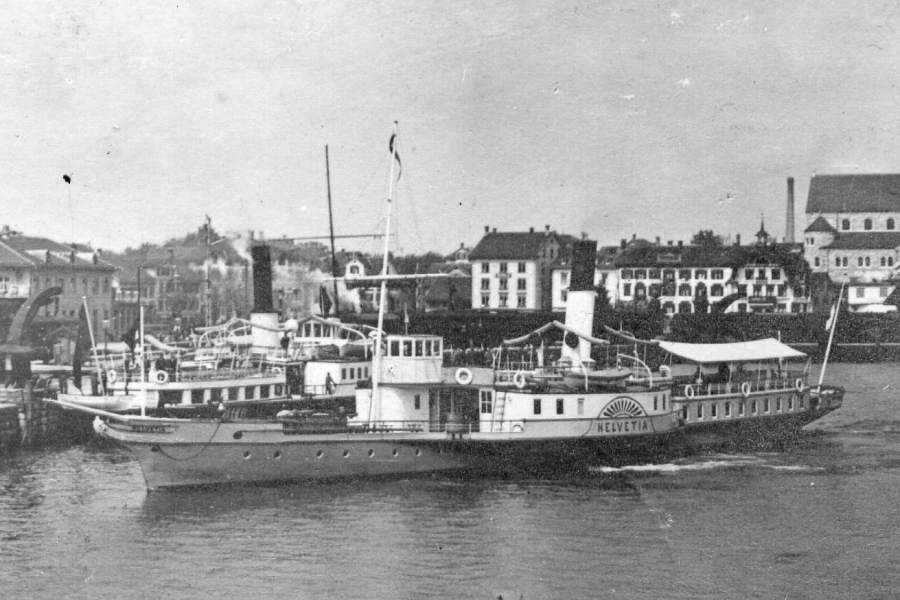
Die Helvetia um 1910 im Hafen Romanshorn

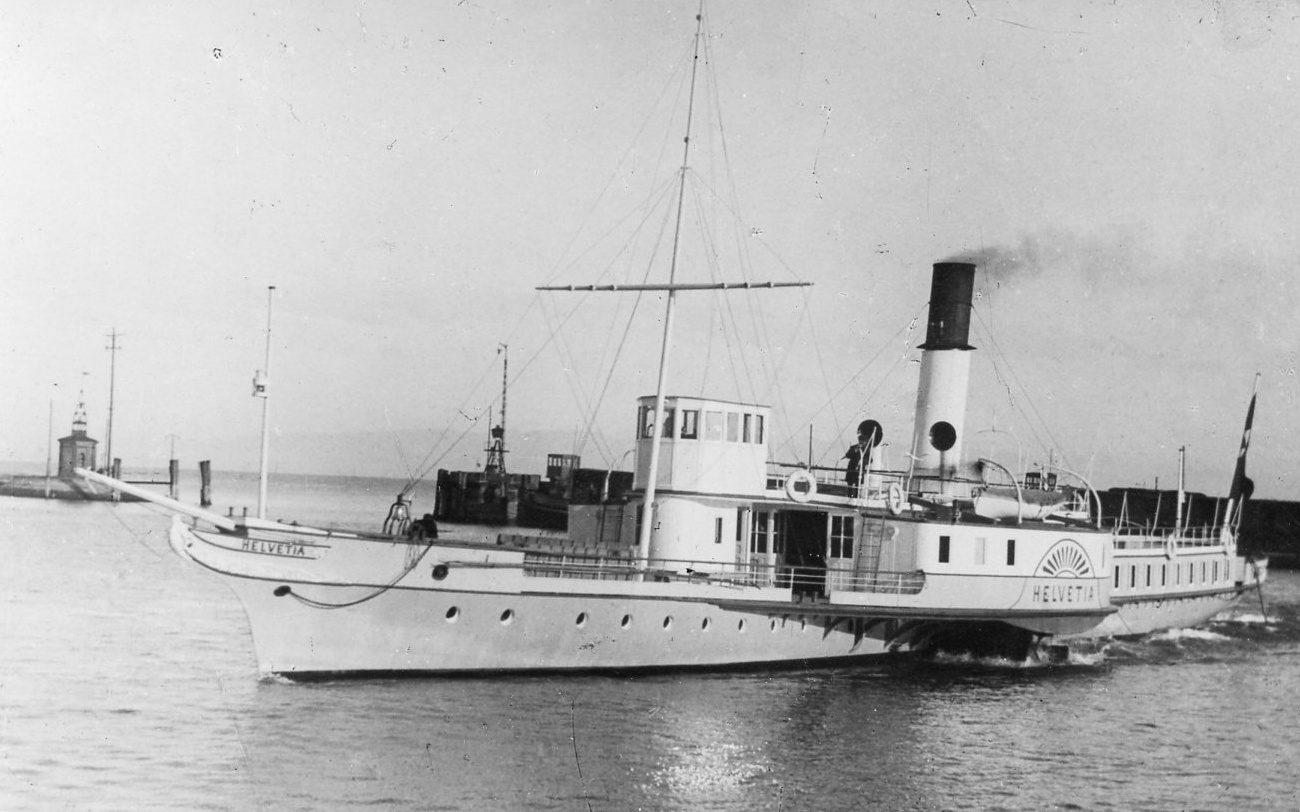
Das Dampfschiff um 1930 im Romanshorner Hafenbecken

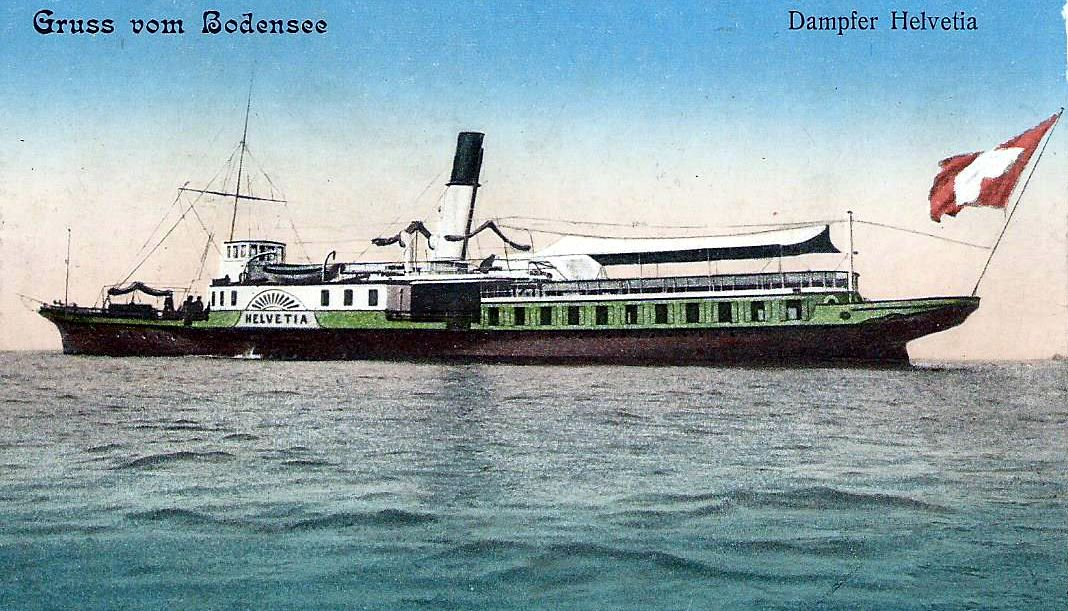
DS Helvetia um die Jahrhundertwende auf einer kolorierten Postkarte

Die Helvetia wurde von der Zürcher Maschinenfabrik Escher Wyss & Cie. in der damals Bodensee-typischen Halbsalonbauweise für einen Preis von 273 234 Franken erbaut.
Der geschwungene Klipperbug der Helvetia erinnerte noch an die Anfangszeit der Dampfschifffahrt. Damals war auf dem Bodensee schon seit Jahren die senkrechte Stevenform üblich. Erst im Jahre 1904, nach der Übernahme der Nordostbahn durch die Schweizerischen Bundesbahnen, wurde die Helvetia mit einem Grossmast und der damals bei allen Bodenseeschiffen üblichen Signalrahe ausgerüstet.
Das zunächst für 550 und später für 700 Personen zugelassene Dampfschiff verkehrte das ganze Jahr über auf den Verbindungen von Romanshorn nach Friedrichshafen und Lindau sowie zwischen Rorschach und Lindau. Über das Sommerhalbjahr war die Helvetia auch häufig als Ausflugsschiff an das deutsche Ufer unterwegs. Besonders beliebt waren auch Fahrten auf dem damals noch für grosse Einheiten schiffbaren Alten Rhein bis nach Rheineck.
Anlässlich eines Besuchs des Kaisers Wilhelm II. am 29. September 1888 diente die Helvetia in Konstanz für die späten Abendstunden als Beleuchtungsschiff mit Leuchtgirlanden. Die dafür vorgesehene neue Zaehringen lag jedoch wegen eines Maschinendefektes in der Werft.
1923 strandete das Dampfschiff vor Steinach bei einem Ausweichmanöver wegen Ruderbooten und musste abgeschleppt werden.
Am 21. August 1932 brach auf der Rückfahrt von Lindau ein Radarm des backbordseitigen Schaufelrades. Weil das Schiff ohnehin zur Ausmusterung vorgesehen war, wurde auf eine Reparatur verzichtet. Am 27. Oktober 1932 wurde der ausgeweidete Schiffsrumpf in der Seemitte zwischen Romanshorn und Langenargen (nach anderen Quellen „in der Höhe von Arbon“) versenkt, denn wegen der tiefen Schrottpreise lohnte sich der Abbruch nicht: „Man erwies dem alten Dampfer derBodenseeflottille noch kleine Ehren. Am Bug war die schweizerische Landesflagge befestigt, das Schiff erhielt ein Leck, es füllte sich allmählich mit Wasser, dann beobachtete man das Sinken des Rumpfes. Zuerst ging das Heck ins Wasser, der Bug stieg aufwärts, und mit einem raschen Tiefruck versank der alte, wracke Schiffskörper im Bodensee, der an dieser Stelle sehr tief ist.“
Nachfolgerin wurde das im Mai 1932 in Dienst gestellte Motorschiff Thurgau. 2003 wurde bei Vermessungsarbeiten der Schiffsrumpf östlich von Romanshorn in 200 Metern Tiefe entdeckt.

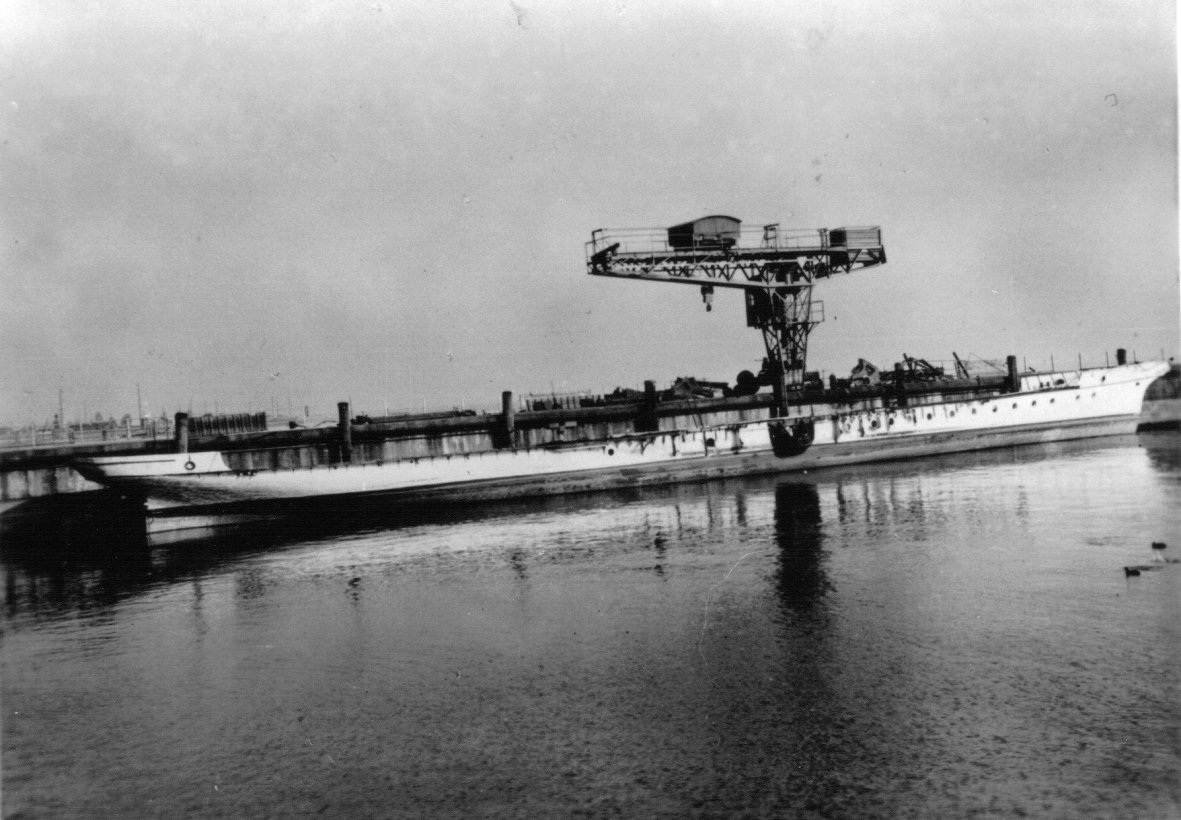
Vor der Versenkung der Schiffschale wurde das Dampfschiff samt der Maschinen- und Kesselanlage im Romanshorner Werfthafen ausgeschlachtet.
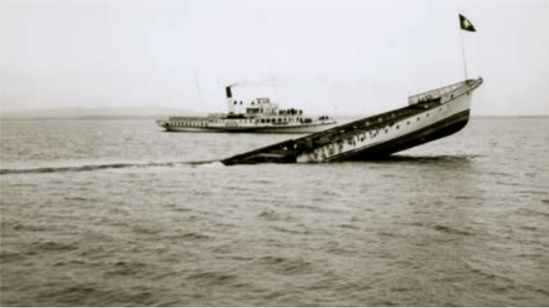
Versenkung der Helvetia, im Hintergrund das DS Rhein aus dem Jahre 1906

## Technik

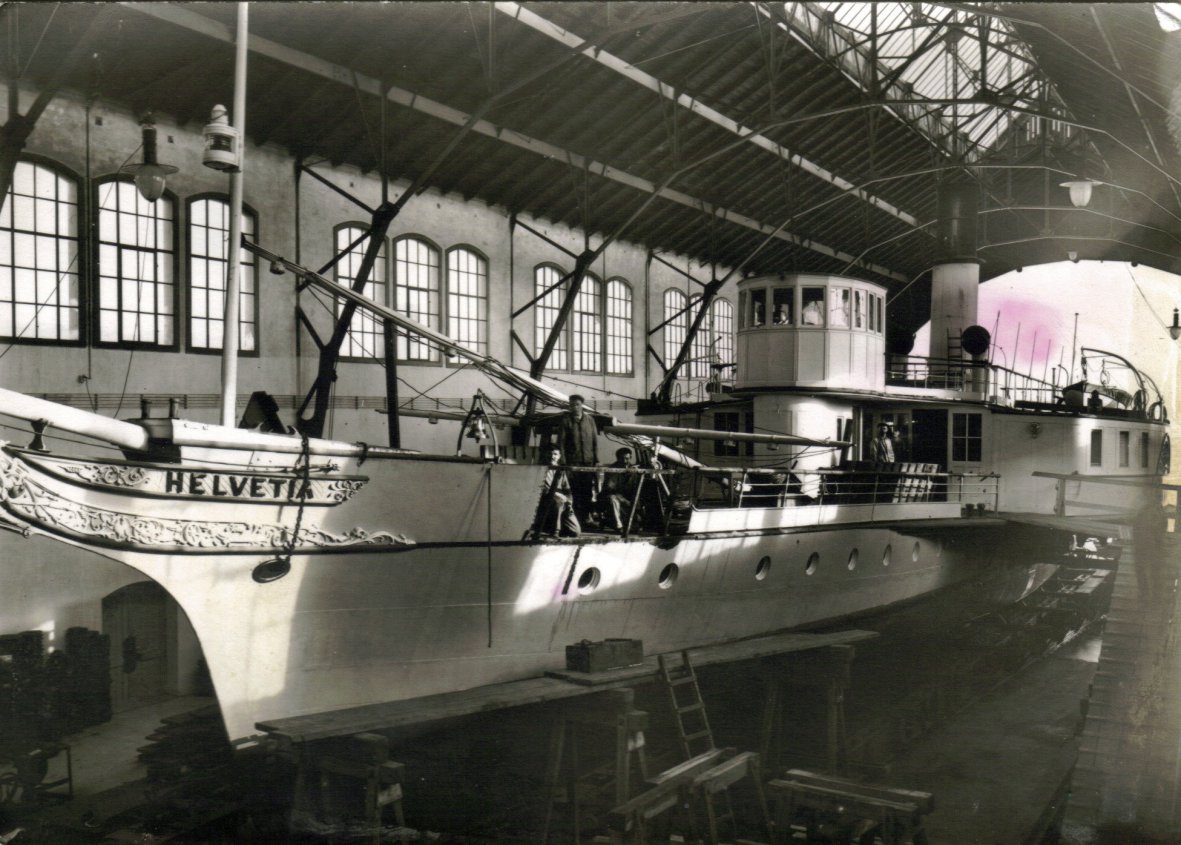
Die Helvetia in der Werft Romanshorn

Die Zweizylinder-Verbundmaschine mit einer Leistung von 500 Pferdestärken verlieh der Helvetia eine Höchstgeschwindigkeit von 25,5 km/h. Mit einer Leerverdrängung von 273,4 Tonnen erwies sich die Helvetia als seetüchtiges Schiff, das denn heftigsten Stürmen auf dem Obersee widerstand. Der Hecksalon mit seinen Nebenräumen war mit neobarocken Stilelementen ausgestaltet, die Sitzmöbel mit grünem Samtplüsch überzogen.
Die Helvetia zählte zu den ersten Bodenseeschiffen, die von Anfang an mit einer elektrischen Beleuchtungsanlage ausgerüstet waren.

## Namensgebung
Das Schiff ist nach der Helvetia benannt; einer Frauenfigur, welche die Schweiz bzw. die Eidgenossenschaft versinnbildlicht. Auf Briefmarken und Münzen wird „Helvetia“ als sprachneutrale Landesbezeichnung verwendet.